# Pierce (Nebraska)
Pierce è un comune degli Stati Uniti d'America, situato in Nebraska, nella contea di Pierce.